# Joël Retornaz
Joël Thierry Retornaz (Chêne-Bougeries, Suiza, 20 de septiembre de 1983) es un deportista italiano que compite en curling.
Ganó dos medallas de bronce en el Campeonato Mundial de Curling, en los años 2022 y 2024, y tres medallas de bronce en el Campeonato Europeo de Curling entre los años 2018 y 2022.
Participó en tres Juegos Olímpicos de Invierno, entre los años 2006 y 2022, ocupando el séptimo lugar en Turín 2006, en la prueba masculina.

## Palmarés internacional
| Campeonato Mundial | Campeonato Mundial         | Campeonato Mundial | Campeonato Mundial |
| Año                | Lugar                      | Medalla            | Prueba             |
| ------------------ | -------------------------- | ------------------ | ------------------ |
| 2022               | Las Vegas (Estados Unidos) | Medalla de bronce  | Equipo             |
| 2024               | Schaffhausen (Suiza)       | Medalla de bronce  | Equipo             |
| Campeonato Europeo |                            |                    |                    |
| Año                | Lugar                      | Medalla            | Prueba             |
| 2018               | Tallin (Estonia)           | Medalla de bronce  | Equipo             |
| 2021               | Lillehammer (Noruega)      | Medalla de bronce  | Equipo             |
| 2022               | Östersund (Suecia)         | Medalla de bronce  | Equipo             |